# Comuna Beala Slatina, Vrața
Beala Slatina (în bulgară Бяла Слатина) este o comună în regiunea Vrața, Bulgaria, formată din orașul Beala Slatina și 14 sate. 

## Localități componente

### Orașe
- Beala Slatina

### Sate
| - Altimir - Bukoveț - Bărdarski Gheran - Bărkacevo - Drașan | - Gabare - Galice - Komarevo - Popița | - Sokolare - Tlacene - Tărnak - Tărnava - Vraneak |

## Demografie
Componența etnică a comunei Beala Slatina
     Turci (1,31%)
     Romi (10,33%)
     Bulgari (72,1%)
     Nicio identificare (16,09%)
     Altele (0,14%)
La recensământul din 2011, populația comunei Beala Slatina era de 24.606 locuitori. Din punct de vedere etnic, majoritatea locuitorilor (72,1%) erau bulgari, existând și minorități de romi (10,33%) și turci (1,31%). Pentru 16,09% din locuitori nu este cunoscută apartenența etnică.